# RTS Option Musique
RTS Option Musique ist ein französischsprachiges Hörfunkprogramm der Schweizer Rundfunkgesellschaft Radio Télévision Suisse. Sendebeginn war im Jahr 1994.

## Konzept
Option Musique ist ein Formatradio, das vorwiegend französischsprachige Unterhaltungsmusik aus den vergangenen vierzig Jahren (also etwa seit 1970 bis in die Gegenwart) sendet. Den Kern des Repertoires bilden weithin bekannte Titel, die in einer großzügigen Rotation laufen, sowie englisch- und französischsprachige „Klassiker“, daneben italienische Schlager. Es werden aber auch Schweizer Nachwuchskünstler gespielt und gefördert. Zur vollen Stunde gibt es Nachrichten.
Jeden Tag schalteten im Jahr 2012 etwa 201'000 Hörer das Programm ein, was einem Marktanteil von 8,2 % in der französischsprachigen Schweiz entsprach. Im Jahr 2021 war Option Musique nach RTS La Premiere das zweitmeistgehörte Radioprogramm. 
Seit dem 22. März 2021 sendet Option Musique eine deutlich modernere und lebendigere Musikfarbe, insbesondere auch im Nachtprogramm.

## Empfang
RTS Option Musique wird in Genf und in der Westschweiz über UKW, DAB und Kabel ausgestrahlt. Der Sender ist auch über Satellit sowie über das Internet zu hören. Weiterhin gibt es Podcasts einzelner Sendungen.
Bis zur Abschaltung des Landessenders Sottens am 5. Dezember 2010 konnte das Programm nachts bis in den frühen Morgen hinein in weiten Teilen Mitteleuropas auf 765 kHz Mittelwelle empfangen werden.

## Senderlogos

Bis 29. Februar 2012
Bis 15. September 2016
Bis 26. August 2024
Aktuelles Logo